# 한명수 (기업인)
한명수(1942년 1월 3일~2004년 4월 7일)는 대한민국의 기업인이다. AMK 초대 회장이다. 한동훈 제69대 법무부장관의 아버지이다.
1942년 일제강점기 태어났고 춘천고등학교를 졸업했다. 춘천여자고등학교를 졸업한 허수옥과 결혼하였다.
1973년 허수옥과의 사이에서 아들 한동훈(韓東勳)을 낳았다. 아들 한동훈의 이름을 지을 때도 동(東)쪽의 공(勳)을 세우라는 뜻으로 지었다. 당시 서울특별시에 거주하고 있었으나 AMK 공장이 충청북도의 청주시에 위치해 있었기에 일가를 데리고 그곳으로 이사 갔으며 이후 1985년 서울특별시 서초구로 이사하였다. 같은 이유로 한동훈 장관은 청주에 위치한 운호국민학교에 5학년까지 다니다가 서울 서초구에 위치한 서울신동초등학교로 전학간 후 졸업하였다.
2004년 4월 7일, 64세를 일기로 사망하였다.

## 학력
- 춘천고등학교 졸업

## 가족 관계
| 관계   | 이름           | 출생   | 학력                                 | 직위                                                                  |
| ------ | -------------- | ------ | ------------------------------------ | --------------------------------------------------------------------- |
| 배우자 | 허수옥         |        |                                      |                                                                       |
| 사돈   | 진형구(秦炯九) | 1945년 | 서던 메소디스트 대학교 비교법학 석사 | - 제17대 대검찰청 공안부장 - 대전고등검찰청 검사장                    |
| 장남   | 한동훈(韓東勳) | 1973년 | 컬럼비아 대학교 법학 석사            | - 제69대 법무부장관 - 국민의힘 비상대책위원장 - 국민의힘 제3대 당대표 |